# Twierdzenie Nikodyma o ograniczoności
Twierdzenie Nikodyma o ograniczoności – twierdzenie udowodnione przez Ottona Nikodyma w 1933 roku, które gwarantuje jednostajną ograniczoność rodziny miar wektorowych na danym σ-ciele zbiorów, o ile są one punktowo jednostajnie ograniczone.
Nikodym udowodnił pierwotnie twierdzenie dla miar przyjmujących wartości skalarne. Poniższa wersja sformułowana dla miar wektorowych pochodzi od Drewnowskiego.

## Twierdzenie
Niech {\displaystyle {\mathcal {F}}} będzie σ-ciałem podzbiorów pewnego zbioru {\displaystyle \Omega } oraz niech {\displaystyle X} będzie przestrzenią Banacha. Jeżeli {\displaystyle \{\mu _{t}\colon t\in T\}} jest taką rodziną miar wektorowych na {\displaystyle A} przyjmujących wartość w {\displaystyle X,} że gdy dla każdego zbioru {\displaystyle A\in {\mathcal {F}}} zachodzi
{\displaystyle \sup _{t\in T}\|\mu _{t}(A)\|<\infty ,}
to
{\displaystyle \sup _{t\in T}\|\mu _{t}\|(\Omega )<\infty ,}
gdzie {\displaystyle \|\mu \|} oznacza półwahanie miary {\displaystyle \mu }.